# Делюка, Джон (продюсер)
Джон ДеЛюка (англ. John DeLuca) (род. в Ориндж, Нью-Джерси) ― американский кинопродюсер и хореограф. Он чаще всего работает со своим партнёром, режиссёром Робом Маршаллом. Они познакомились как исполнители Офф-Бродвея.

## Фильмография
- Мемуары гейши (2005, co-продюсер)
- Тони Бэннет: Американский классик (2006, исполнительный)
- Девять (2009)
- Пираты Карибского моря: На странных берегах (2011, исполнительный)
- Чем дальше в лес… (2014)
- Мэри Поппинс возвращается (2018)
- Русалочка (2023)